# Зорка Ховорка
Зорка Ховорка (рођ. Калић) (чеш. Zorka Hovorková; Нови Сад, 17. април 1865 — Глина, новембар 1939) била је чешка публицисткиња, преводилац и уредница часописа српског порекла.

## Биографија

### Породица
Рано је остала без оца, чиновника у градском магистрату, тако да се о њој старао брат Мита Калић. Он и њихова сестра Даринка (удато Пелеш) такође су се бавили књижевним радом.

### Образовање и учитељска каријера
Најпре је похађала француски институт „Изоа”, где је научила да чита и пише на француском и немачком језику. Школовала се у Новом Саду и Суботици, где је завршила учитељску школу. Потом је похађала Вишу девојачку школу у Пешти.
Четири године радила је као учитељица у Јасенову, у Банату, након чега је прешла у Молдаву. Тамо упознаје свог будућег супруга, чешког лекара Славка Ховорку, за кога се удала 1883. године.

### Боравак у Чешкој
Брачни пар Ховорка 1884. одлази у Праг. У Чешкој Зорка активно ради на промоцији српске културе. Заједно са супругом организује аматерске представе - адаптације дела из српске књижевности. Такође су уређивали едицију Srbská knihovna (Српска библиотека). Одржавала је контакте са заједницом Јужних Словена у Прагу и бринула о студентима из јужнословенских земаља.
Од 1900. била је чланица прашког одбора Централног друштва чешких жена, а од 1908. до 1912. била је и његова председница.
У Прагу је 1910. организовала етнографску изложбу под називом Српска жена. Овој изложби народних уметности присуствовале су Катарина Холецова, Јелица Беловић-Бернаџиковска, Зорка Јеремић и Зорка Јанковић, а  од чешких књижевница Мадлена Ванклова, Елишка Пуркињова и Павла Матернова.

### Преводилац, публицисткиња и уредница часописа
На чешки је преводила Јанка Веселиновића, Јована Јовановића - Змаја и Бранислава Нушића. Такође је преводила чешке песнике на српски.
Од српских часописа сарађивала је у: Јавору (1886, 1887, 1890), Колу (1901, 1902), Бранковом колу (1903, 1907, 1908, 1909, 1910), Новој искри (1902), Босанској вили (1909), а од чешких: Ženský svĕt, Praha (1901, 1904, 1905), Zlatá Praha (1909), Den (1909).
Радила је у едицији листа Ženský svĕt заједно са књижевницом Терезом Новаковом. Шест година је радила у администрацији листа (1901—1907), а затим је постала део уређивачког одбора. Уређивала је књижевни део месечника Српско цвеће, који је 1905-1906. излазио у Прагу.

### Смрт
Пред крај живота вратила се у Југославију и до смрти је живела код родбине у Глини. Умрла је у новембру 1939. године.